# 둥관 궤도교통
둥관 궤도교통(중국어 간체자: 东莞轨道交通, 정체자: 東莞軌道交通, 영어: DongGuan Rail Transit) 또는 둥관 지하철은 중화인민공화국 광둥성 둥관시의 도시철도 체계이다. 둥관 궤도교통 유한회사(東莞市軌道交通有限公司)에서 운영한다. 2호선의 1차 구간은 2010년 3월 26일에 시공되어, 2016년 5월 27일에 개통되었다. 현재의 계획은 둥관 궤도교통의 일부 노선을 인접한 선전 지하철과 광저우 지하철과 연결을 계획하고 있다.

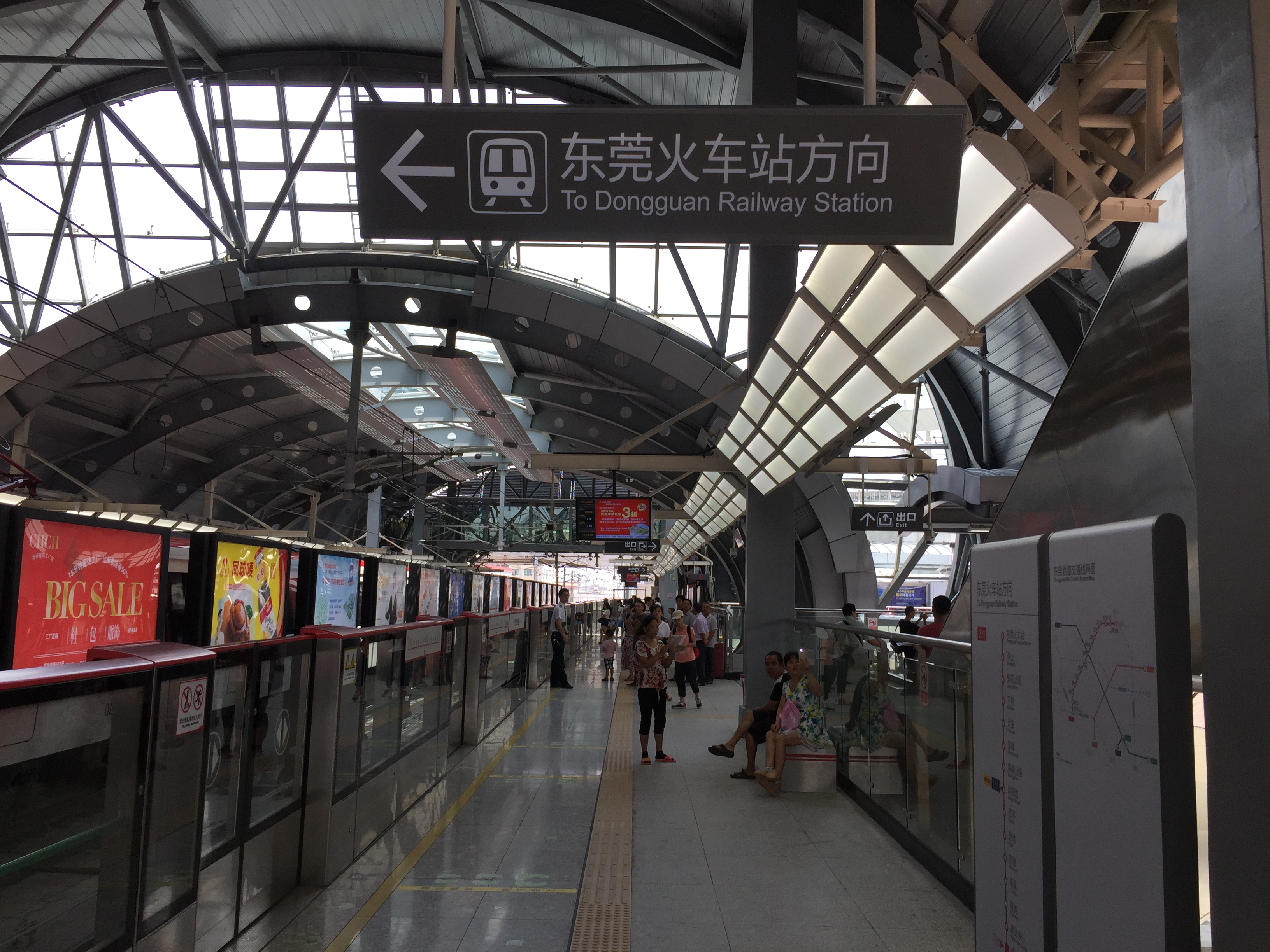
지상역 (후먼역)

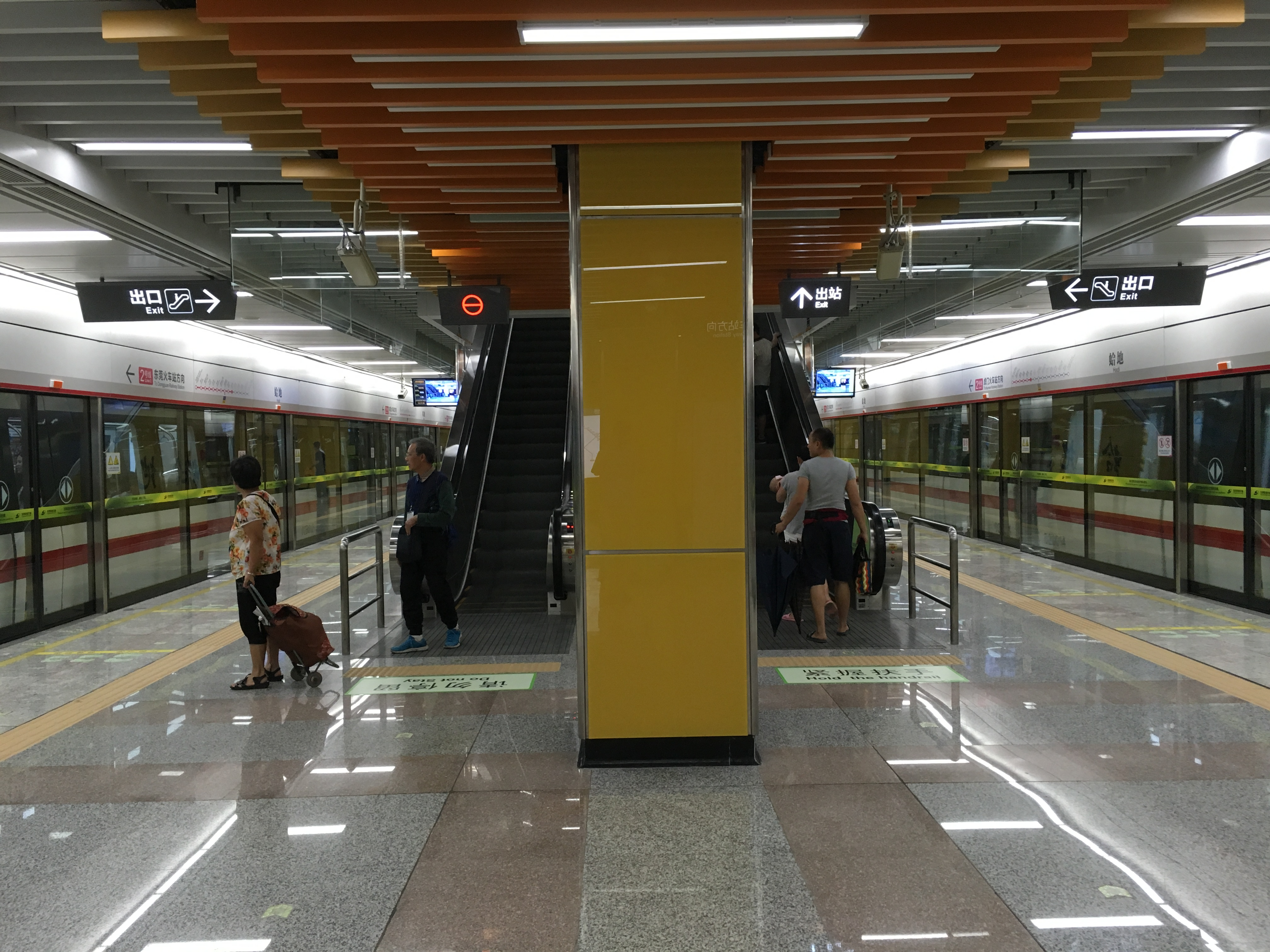
지하역 (하디역)

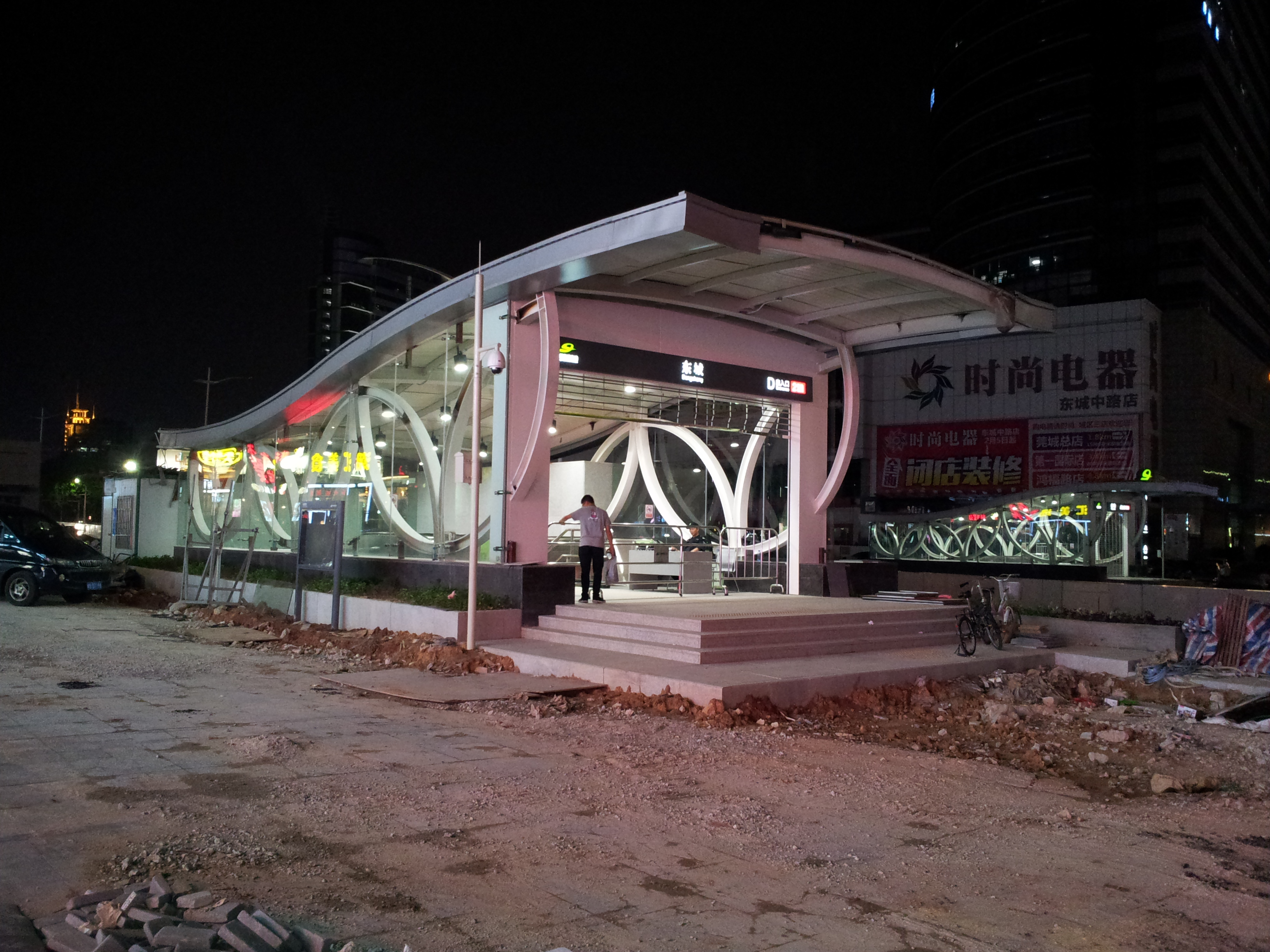
역 출구 (둥청역)

## 운영 노선
| 노선 | 시종착역 (소재지) | 시종착역 (소재지) | 개통년도 | 최근 연장 | 길이 km | 역수 |
| ---- | ----------------- | ----------------- | -------- | --------- | ------- | ---- |
| 2    | 후먼역 (후먼진)   | 둥관역 (스룽진)   | 2016     | —         | 37.7    | 15   |
| 총계 | 총계              | 총계              | 총계     | 총계      | 37.7    | 15   |

### 2호선
둥관역에서 후먼역 간을 잇는 2호선의 1차 구간(15개 역 및 37.743km 길이)은 2016년 5월 27일에 개통했다. 노선은 계획에서 R2라고 불렸다.

## 역사

### 예비 계획
2001년 당시 둥관시의 당 서기였던 퉁싱(佟星)은 “一年一大步，五年见新城”라는 슬로건을 사용했다. 동관 철도 시스템 구축 계획은 처음으로 의제로 채택되었다.
2003년 9월부터 2004년 10월까지 중국 도시 계획 및 디자인 연구소(中国城市规划设计研究院)와 철도부(铁道部)에서 《둥관시 궤도교통 노선망 계획(东莞市轨道交通网络规划)》이 시작되었다.
2004년 11월, 둥관 궤도교통 건설사업 지도 그룹(东莞市轨道交通建设工作领导小组)이 설립되었으며, 2020년까지 "둥관시 궤도교통 노선망 계획" 개발을 완료할 계획이다. 둥관시는 총 길이 195km, 총 55개 역의 철도망을 건설할 계획이다.
2006년 9월, 《둥관 도시고속철도교통 건설계획(东莞市城市快速轨道交通建设规划》은 성 발전계혁위원회(省发改委), 건설청(建设厅)의 검토를 통과했다. 동년 12월에 이 계획은, 국가발전계혁위원회(国家发改委), 건설부(建设部)에 제출되었다.
2007년 2월 둥관시 시장 리위촨(李毓全)은 지방 정부의 승인을 발표했다.
2006년 9월 25일에서 9월 26일까지 "둥관 도시고속철도교통 건설계획"전문 검토 회의가 개최되었으며, "둥관 도시고속철도교통 건설계획"이 전문가의 승인을 받았다. 이 회의에서 전문가들은 2008년부터 2015년까지 약 108 km의 철도 건설 목표를 약 60 km로 낮추고 2호선 개발에 우선 순위를 부여 할 것을 권고했다. 동시에 전문가들은 광저우-둥관-선전간 광역 노선이 1호선 선로와 병용 운행하도록 권고하고 통일된 조정 및 최적화를 위한 추가 연구를 제안했다. 이는 R1호선이 광저우-둥관-선전 간 광역 노선과 직결 운행되어 과도한 건설에 낭비되는 투자를 피할 수 있다는 제안이었다. 그러나 제안은 뒤에 거부되었고, R1호선과 광저우-둥관-선전 간 광역 노선은 별도의 노선으로 건설될 예정이다.
2009년 7월 "둥관 도시고속철도교통 건설계획(2009년~2015년)"을 국가발전개혁위원회와 건설부에 제출하여 승인을 받았다. 승인을 받아 총 37.8km의 지하철 2호선(R2호선), 1차 및 2차 구간(둥관역~후먼역)이 건설되었다. 도시철도교통 건설계획은 공식적으로 운영 단계에 들어갔다.
주강 삼각주 지역 시외 철도 건설 계획에 대처하기 위해 2010년]에는 계획 노선 길이를 218 km와 76개 역으로 늘리기 위해 계획을 조정했다. 네트워크 구축 기간은 2025년으로 연장되었다.

### 2호선 공사
2009년 4월 13일, 지하철역 종착지가 되는 둥관역 (구 신차산(新茶山)역) 건설이 시작되었다. 동시에 건설될 지하철역 대합실도 계획되었다.
2010년 3월 26일, 시험 구역 2304의 기공식이 거행되었으며, 둥관 궤도교통 2호선이 정식으로 시공되었다.
2014년 12월 8일, 산메이~전시센터 구간의 마지막 실드 굴착을 끝내어, 2호선 주요 계획 완료를 표시했다. 이 계획에 따르면 시범 운영을 위한 완료는 2015년 12월 29일이다. 2016년 5월 27일에 정식 개통했다.

### 향후 계획
둥관 궤도교통 1호선, 2호선 2차 구간 및 3호선의 타당성 조사, 설문, 설계 및 기타 예비 작업이 시작되었다. 2019년까지 둥관 철도 시스템은 3개의 운영 노선(1호선, 2호선, 3호선), 총 164.6 km의 철도망을 보유할 계획이다.

## 건설 중 사고
2015년 8월 14일 건설중인 역 중 하나가 산사태로 인해 한 명의 희생자가 생기면서 철거되었다.

## 철도 차량

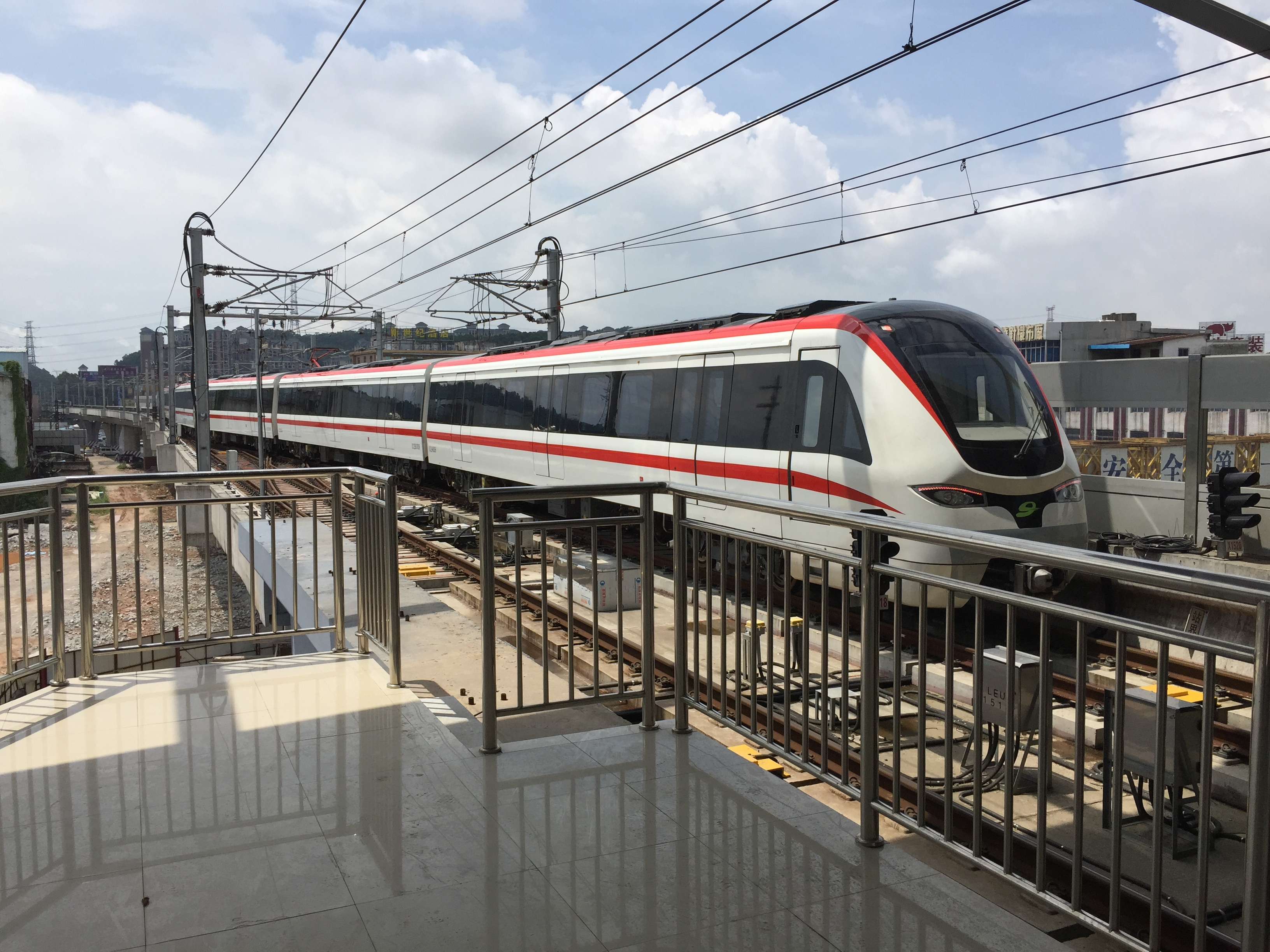
둥관 2호선 열차

중국중차 난징 푸전 차량과 봄바디어 트랜스포테이션은 둥관에 20대의 6량 B형 열차를 공급할 예정이다. 이 열차는 창저우시와 스웨덴의 베스테로스에 제조할 예정이다.

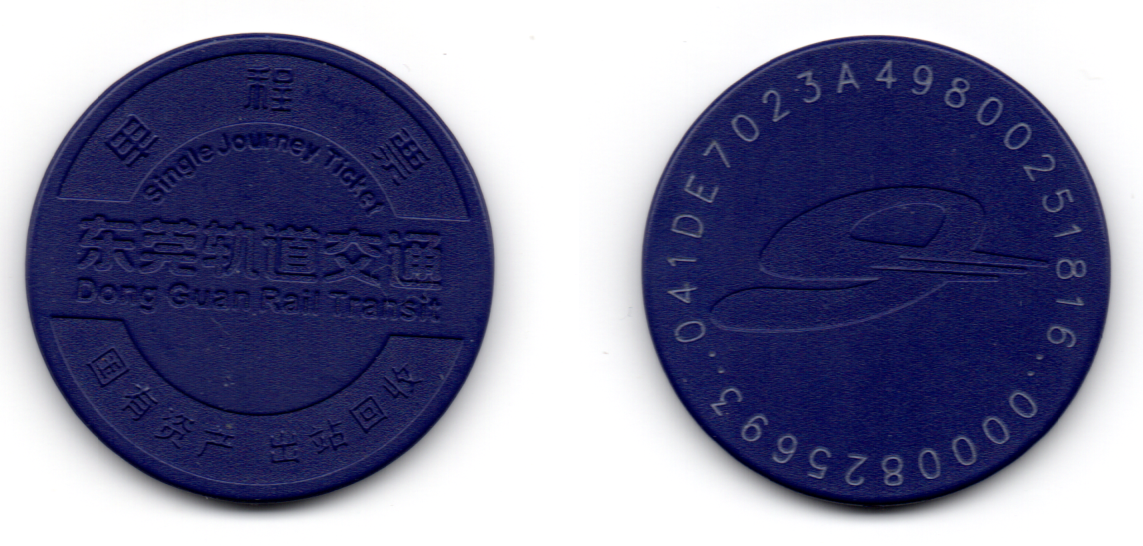
1회권 (토큰)

## 계획 노선 목록
- 둥관 궤도교통 1호선
- 둥관 궤도교통 2호선 2차 구간
- 둥관 궤도교통 3호선
- 둥관 궤도교통 4호선

## 같이 보기
- 광저우 지하철
- 포산 지하철
- 선전 지하철